# Veronica Cochela-Cogeanu
Veronica Cochelea-Cogeanu (născută Cogeanu; n. 15 noiembrie 1965, Voinești, România) este o fostă canotoare română, dublu laureată cu aur la Atlanta 1996 și Sydney 2000.
A participat la zece Campionate Mondiale și la patru ediții ale Jocurile Olimpice, la care a obținut 17 medalii dintre care șase de aur.